# Guizhou
Guizhou  (chin.  贵州/貴州) este o provincie din sud-vestul Chinei. Capitală și cel mai mare oraș este Guiyang, situat în centrul provinciei. Guizhou se învecinează cu regiunea autonomă Guangxi la sud, cu Yunnan la vest, cu Sichuan la nord-vest, cu municipalitatea Chongqing la nord și cu Hunan la est. Guizhou are o climă subtropicală umedă. Are o suprafață de 176.200 km2 și este formată din șase orașe la nivel de prefectură și trei prefecturi autonome. Populația orașului Guizhou este de 38,5 milioane, clasându-se pe locul 18 printre provinciile Chinei.
Regatul Dian, care se afla în zona actuală a orașului Guizhou, a fost anexat de dinastia Han în 106 î.Hr. Guizhou a fost oficial transformată în provincie în 1413, în timpul dinastiei Ming. După răsturnarea dinastiei Qing în 1911 și în urma Războiului Civil Chinez, Partidul Comunist Chinez s-a refugiat în Guizhou în timpul Marelui Marș între 1934 și 1935. După înființarea Republicii Populare Chineze, Mao Zedong a promovat relocarea industriei grele în provincii interioare, cum ar fi Guizhou, pentru a le proteja mai bine de potențiale atacuri străine.
Situat în interiorul regiunii sud-vestice, Guizhou este un nod de transport în zona de sud-vest și o parte importantă a Centurii Economice a Fluviului Yangtze. Este prima zonă-pilot la nivel național pentru big data, o destinație turistică montană importantă, o zonă-pilot națională pentru civilizația ecologică și o zonă-pilot economică deschisă în interiorul țării.
Guizhou este bogată în resurse naturale, culturale și de mediu. Industria sa include și exploatarea lemnului și silvicultura, iar industriile energetică și minieră constituie o parte importantă a economiei sale. Cu toate acestea, Guizhou este considerată o provincie relativ subdezvoltată, cu al patrulea cel mai mic PIB pe cap de locuitor din China în 2020. Însă, este și una dintre economiile provinciale cu cea mai rapidă creștere. Guvernul chinez dorește să dezvolte Guizhou ca centru de date.
Guizhou este o provincie muntoasă, cu altitudini mai mari în vest și centru. Se află la capătul estic al Platoului Yungui. Din punct de vedere demografic, este una dintre cele mai diverse provincii ale Chinei. Grupurile minoritare reprezintă peste 37% din populație, inclusiv populații considerabile ale popoarelor miao, bouyei, dong, tujia și yi, toate vorbind alte limbi decât chineza. Principala limbă vorbită în Guizhou este mandarina sud-vestică, o varietate de mandarină.

## Orașe
- Guiyang (贵阳市),
- Liupanshui (六盘水市),
- Zunyi (遵义市),
- Anshun (安顺市),
- Centru district  Tongren (铜仁地区),
- Centru district  Bijie (毕节地区),
- District autonom Qianxinan Bouyei si Miao (黔西南布依族苗族自治州),
- District autonom Qiandongnan der Miao si Dong (黔东南苗族侗族自治州),
- District autonom Qiannan Bouyei si Miao (黔南布依族苗族自治州).